# Squalus blainville
Lo spinarolo bruno (Squalus blainville (Risso, 1827)) è un pesce cartilagineo appartenente alla famiglia degli Squalidae.

## Descrizione
È uno squalo che non raggiunge grandi dimensioni, mediamente arriva ad un metro di lunghezza. Presenta un colore grigio-marrone su tutto il corpo, senza marchi palesi di colore bianco o nero. Presenta due pinne dorsali munite anteriormente di un aculeo, che può usare per difesa quando si sente minacciato. Presenta due pinne pelviche e come tutti gli Squaliformes è sprovvisto di pinna anale. La pinna caudale presenta il lobo ventrale più piccolo di quello dorsale.

## Distribuzione e habitat
Predilige le scarpate continentali, ma si riviene ad una profondità compresa tra i 15 e gli 800 metri. Presente principalmente nell'Oceano Atlantico orientale, dal Sudafrica fino alle coste della Spagna e nella maggior parte del Mediterraneo e del Mar Nero, ma è stato segnalato anche nell'Oceano Pacifico e nell'Oceano Indiano.